# Domenico Cimarosa

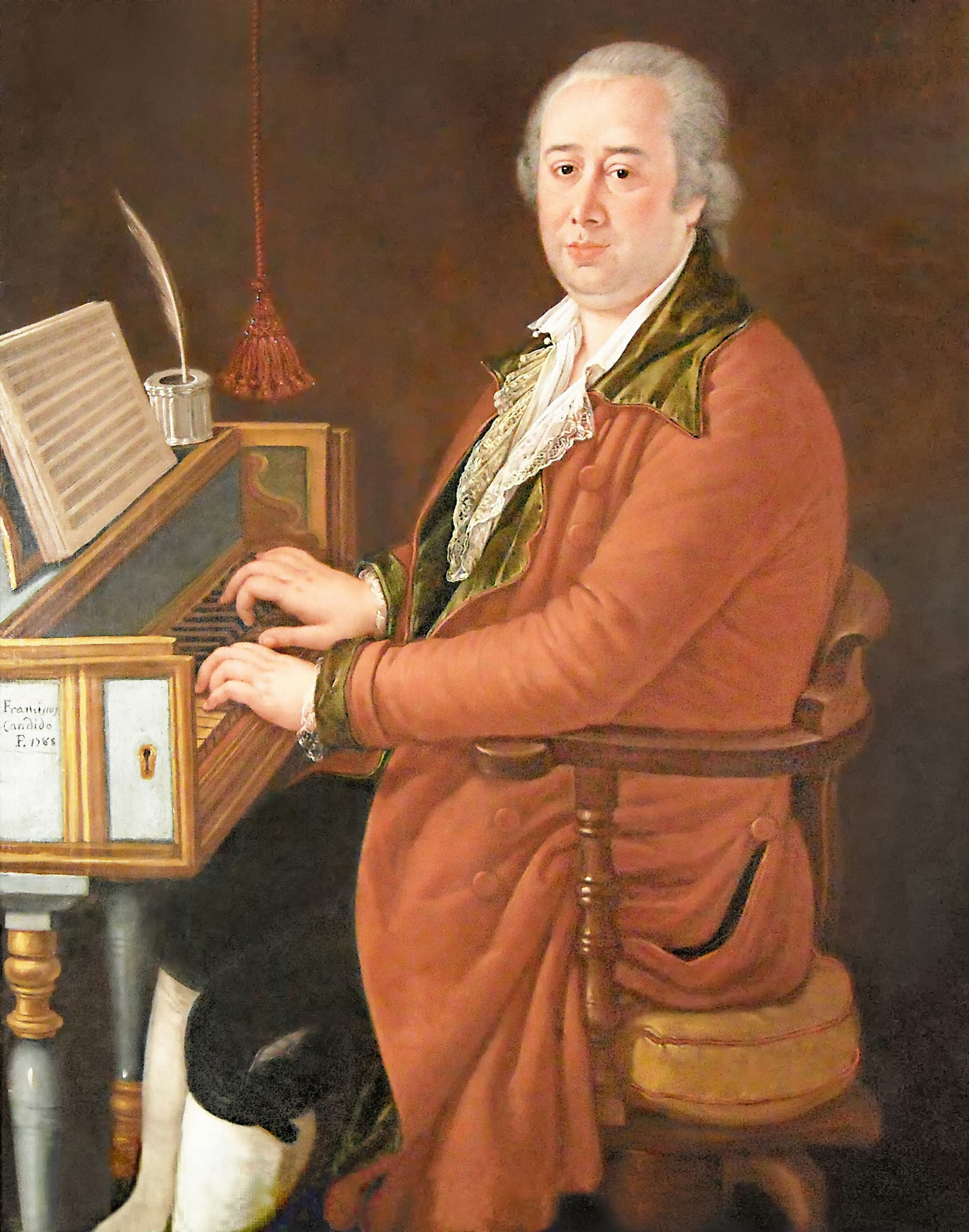
Domenico Cimarosa

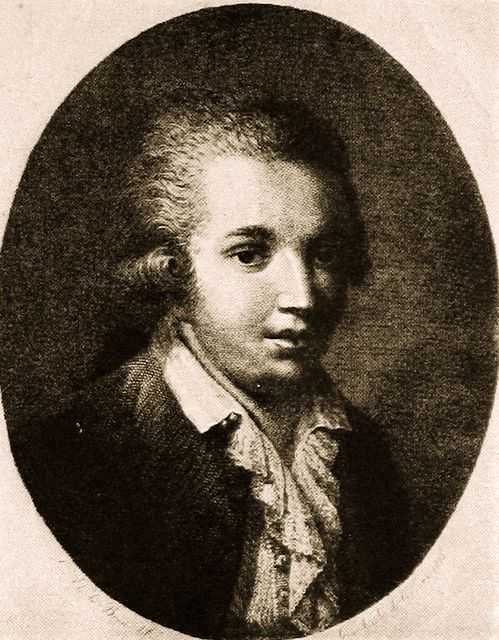
Domenico Cimarosa

Domenico Cimarosa (Aversa bij Napels, 17 december 1749 – Venetië, 11 januari 1801) was een Italiaans componist.

## Biografie
Zijn eerste muziekonderwijs kreeg hij op de kloosterschool van Napels, van de organist van het klooster, Padre Polcano, die hem de beginselen van de muziek bijbracht. Mede door de invloed van Padre Polcano, verkreeg hij in 1761 een studiebeurs aan het Conservatorio Santa Maria di Loreto, waar hij onderricht kreeg van een aantal meesters van de oude Italiaanse school, zoals o.a. Antonio Sacchini en Niccolò Piccinni.
In 1772 nauwelijks afgestudeerd debuteerde hij als operacomponist, met zijn eerste werk, de komische opera Le stravaganze del conte (Napels, Teatro dei Fiorentini). Zijn werk werd goed ontvangen, waarmee zijn naam als operacomponist gevestigd was.
Tot 1784 leefde hij afwisselend in Napels en Rome en componeerde een groot aantal opera's voor de vele Italiaanse operatheaters.
Van 1784-1787 verbleef hij in Florence, waar hij exclusief voor het theater aldaar een groot aantal werken schreef, waaronder drie Bijbelse opera's genaamd Assalone, La Giuditta en Il Sacrificio d'Abramo.
Rond 1788 ging hij naar Sint-Petersburg, op uitnodiging van Catharina de Grote, waar hij Giovanni Paisiello opvolgde als kapelmeester en componist voor het Theater van de Hermitage. Een van de werken die hij hiervoor componeerde was de opera Cleopatra (1789).
In 1791 verliet hij Sint-Petersburg, en ging naar Wenen op uitnodiging van keizer Leopold II om Antonio Salieri als hofdirigent op te volgen.
Hier in Wenen componeerde hij naast vele andere werken zijn meesterwerk, de opera Il matrimonio segreto (Burgtheater Wenen, 7 februari 1792). Dit werk was gebaseerd op het libretto van Giovanni Bertati (die hofdichter was aan het hof van Leopold II, een positie waarin hij Lorenzo da Ponte, de librettist van Mozart opgevolgd had). Het was zeer succesvol en werd gedurende de daarop volgdende 5 maanden 110 maal opgevoerd, wat in die tijd ongekend was.
Door de dood van keizer Leopold II (1798), kwam Cimarosa zonder werk te zitten, waarop hij besloot naar Napels terug te gaan.
Als sympathisant van de Franse Revolutie, betuigde hij zijn steun aan het Franse leger en de Franse Republiek, toen zij in 1799 Napels binnenvielen. Helaas voor hem waren de Fransen weer snel vertrokken en hadden de Bourbons de touwtjes weer in handen.
Hij werd al snel opgepakt en wegens hoogverraad ter dood veroordeeld. 
Uiteindelijk kreeg hij gratie, waarop hij besloot weer naar Rusland te gaan.
Amper onderweg, stierf hij in 1801 in Venetië in een hotelkamer. Het overlijden vond plaats in het hotel in het voormalige paleis Duodo a Sant'Angelo.

## Werken
Cimarosa heeft een zeer omvangrijk oeuvre nagelaten, van de rond 80 opera's van zijn hand, zijn de belangrijkste, die nog steeds opgevoerd worden:
- I tre amanti (1777)
- Il Maestro di capella (1790)
- Il matrimonio segreto (1792)
- Gli Orazi ed i Curiazi (1797)
- Convito(1782)

Verder schreef hij o.a.:
- Kerkmuziek
- Dramatische cantates
- Oratoria
- Zangstukken
- Soloconcerten
- Symfonieën
- Pianosonates